# Im Jung-eun
Im Jung-eun (임정은 (); 31 de marzo de 1981) es una actriz surcoreana. Conocida por sus papeles en Joseon X-Files (también conocida como Secreto de sumario) y Man from the Equator.

## Carrera
En marzo del 2020 se unió al elenco recurrente de la serie I've Returned After One Marriage (también conocida como "I’ve Been There Once") donde interpretó a Sung Hyun-kyung, la exesposa de Song Joon-sun (Oh Dae-hwan), de quien se divorcia debido a una deuda que adquirió por lealtad, hasta el final de la serie el 13 de septiembre del mismo año.

## Filmografía

### Serie de televisión
- I've Returned After One Marriage (KBS2, 2020)
- Babel (TV Chosun, 2019)
- Ruby Ring (KBS2, 2013)
- Drama Special "Glass Prison" (KBS2, 2012)
- Man from the Equator (KBS2, 2012)
- When Women Powder Twice (jTBC, 2011)
- Joseon X-Files (tvN, 2010)
- Swallow the Sun (SBS, 2009)
- The Kingdom of the Winds (KBS2, 2008)
- Aquarius (SBS, 2008)
- Ground Zero (MBC, 2007)
- Cloud Stairs (KBS2, 2006)
- Lawyers (MBC, 2005)

### Películas
- Tone-deaf Clinic aka Love Clinique (2012)
- My Love (2007)
- Shadows in the Palace (2007)
- Tazza: The High Rollers (2006)
- Cinderella (2006)
- Fly High (2006)
- Same Pillow, Different Dream (2005)
- Make It Big (2002)

## Videos de música
- Be With You (The SeeYa, 2012)[3]